# Râul Valea Cărășița
Râul Valea Cărășița este un afluent al râului Bega. 

## Hărți
- Harta județului Timiș